# 이본 굴라공
이본 페이 굴라공 콜리(영어: Evonne Fay Goolagong Cawley, AO, MBE, 1951년 7월 31일 ~ )는 전 세계 랭킹 1위였던 오스트레일리아의 여자 테니스 선수이다. 1970·80년대 테니스계의 톱플레이어였던 그녀는 그랜드 슬램 단식에서 7회, 복식에서 6회, 그리고 혼합복식에서 1회 우승했다. 1988년 국제 테니스 명예의 전당에 헌액되었다.

## 성장 과정
굴라공은 뉴사우스웨일스주 배럴렌의 작은 마을에서 오스트레일리아 토착민 가정의 8남매 중 한 명으로 태어났다. 그녀의 가족은 토착민 집단 중에서도 위라드주리족에 속했다. 그녀의 아버지 케니 굴라공(Kenny Goolagong)은 양털깎이였다.
당시 오스트레일리아의 교외 지역에서는 토착민에 대한 차별이 일상적이었만, 그녀는 빌 커츠먼(Bill Kurtzman)이라는 사람의 호의로 배럴렌에서 테니스를 배울 수 있었다. 빌 커츠먼은 동네 코트에서 사람들이 테니스 치는 모습을 펜스 너머에서 구경하는 그녀의 모습을 보고 그녀를 불러 함께 테니스를 칠 수 있게 해주었다. 1967년 시드니의 한 테니스 아카데미 소유주였던 빅 에드워즈(Vic Edwards)는 시골 마을까지 찾아와 그녀가 테니스 치는 모습을 보고는 단번에 그녀의 재능을 알아보았다. 빅 에드워즈는 그녀의 부모를 설득하여 그녀가 시드니로 와서 학교를 다니며 테니스를 배우도록 하였다. 그녀는 에드워즈의 집에서 살면서 윌러비 여자 고등학교(Willoughby Girls High School)를 다녔으며, 에드워즈에게 코치를 받았다. 그녀는 1968년 고등학교 수료를 마쳤다.
본래 이본 굴라공이라는 이름을 가졌던 그녀는 1975년 영국의 아마추어 테니스 선수 로저 콜리(Roger Cawley)와 결혼하면서 이본 굴라공 콜리라는 이름을 쓰게 되었다.

## 서훈
- 1972년 대영 제국 훈장 5등급(MBE)
- 1982년 오스트레일리아 훈장 오피서(AO)